# Читець (роман)
«Читець» (нім. Der Vorleser) — роман-бестселер німецького письменника Бернгарда Шлінка. Опублікований німецькою 1995 року, перекладений англійською 1997 року. Загалом роман перекладено на 39 мов, він здобув низку престижних нагород. «Читець» — перший німецький роман, який потрапив до списку бестселерів Нью-Йорк Таймс, загальний тираж — кілька мільйонів примірників. У 2008 р. британським режисером Стівеном Долдрі було знято однойменний фільм "Читець" (у головних ролях Кейт Вінслет, Девід Кросс, Ральф Файнз).

## Про книгу
У романі порушуються такі складні і часто табуйовані теми, як:
- Тема внутрішнього конфлікту т.зв. «другого покоління» - генерації молоді, що намагається розібратися, зрозуміти, а також засудити страшні злочини нацизму, зроблені поколінням батьків [6]
- Осмислення історичного досвіду, формування колективної пам’яті [6]
- Проблема взаємин батьків і дітей [6]
- Проблеми безкарності, спокути й пробачення нації [6]
- Голокост
- Нацистський режим
- Стосунки між людьми з великою різницею у віці
- Неписьменність

Газета The Guardian зазначила, що незважаючи на всі вказані теми ця книга про прощення. Однак, посилаючись на автора твору, мова не йде про спокуту провини за військові злочини, скоєні героїнею роману.
На сюжет вплинув «3-й процес Майданека» - судовий процес над 15 охоронцями концтабору Майданек, що відбувався з листопада 1975 до червня 1981 рр. у Дюссельдорфі . Серед підсудних, яких звинувачували у причетності до знищення 250 тисяч в'язнів концтабору, було 5 жінок-наглядачок. Одна з них, Герміна Браунштайнер на прізвисько Кобила, була засуджена до довічного ув'язнення, проте через 15 років ув'язнення була помилована через загострення хронічних хвороб .
Натхненням для історії послужила сірість східного Берліна в січні 1990, коли Б. Шлінк приїхав в місто як запрошений професор. 
Книга включена до освітніх програм у гімназіях Німеччини, абітурієнти часто вибирають її як тему для екзаменаційних творів .

## Сюжет
Роман описує розрив між поколіннями в Німеччині, осмислення молодими німцями злочинів періоду Голокосту. Головні герої — Мікаель Берг і Ганна Шміц. Розповідь охоплює майже 40-річний період з 1958 по 1990 в Західній Німеччині — в м. Гайдельберг.
За сюжетом 15-річний школяр Мікаель Берг знайомиться з 36-річною кондукторкою трамваю Ганною Шміц. Між ними виникає роман. Ганна регулярно просить Мікаеля читати їй книги. Через кілька місяців вона раптово зникає.
Через 8 років студент-юрист Мікаель потрапляє на показовий процес над п’ятьма колишніми наглядачками концтабору Освенцим. Серед підсудних він впізнає Ганну. Її та інших наглядачок звинувачують у тому, що вони під час бомбардування та пожежі, що почалась після нього, не відчинили двері 300 єврейським жінкам, які ховалися у церкві, де заживо згоріли. Доказом вини служить рапорт, нібито написаний Ганною. Мікаель усвідомлює, що насправді Ганна неписьменна і тому вона просила читати їй книги, які сама прочитати не могла. Тож і рапорт написати вона теж не могла. Він хоче їй допомогти, але не робить цього. Ганна засуджена на довічне ув'язнення, інші — на порівняно невеликі терміни.
На восьмому році ув’язнення Ганни Мікаель починає начитувати на магнітофон деякі книги, які він читав Ганні в минулому. Записи цих книг він надсилає їй у в'язницю. Між героями відсутні будь-які контакти: ні побачень, ні листів, існує тільки передача літературних текстів. Проте на четвертий рік такої взаємодії Ганна самостійно навчилась читати, порівнюючи записи з текстом паперових книжок. Також вона почала надсилати листи Мікаелю, але він на них ніколи не відповідав і продовжував надсилати касети із записами начитаних книг
Після 18 років ув'язнення суд звільняє її. Мікаель єдиний знайомий їй чоловік. За тиждень до її звільнення вони бачаться у в'язниці. Ганну хвилює його ставлення до неї, а Мікаеля — її каяття у злочині проти людства. За день до виходу на свободу Ганна вішається у камері, залишивши зароблені в ув'язненні гроші колишній ув'язненій Освенцима.
Основні події роману подаються нелінійно, фрагментарно (твір поділяється на три частини: знайомство 1958 р., суд 1964 р., смерть 1984 р.), а травматичний наратив проявляється через образ монструозної жіночності (Ганна Шміц) й мову мовчання / читання («наші водночас і словесно багаті, і словесно вбогі контакти») . Катарсисна дія оповіді про пережитий травматичний досвід допомагає Мікаелю подолати забуття щодо історії (індивідуальної та колективної), відновити розірваний зв’язок поколінь .
Роман написаний у формі автобіографічної розповіді й містить точні дати. Розповідь ведеться від першої особи, від імені Мікаеля, вже дорослого чоловіка, який намагається переосмислити минуле, зрозуміти Ганну, себе, людей взагалі .

## Автобіографічний характер роману
Роман "Читець" має автобіографічний характер . Фактично, біографічні дані письменника ідентичні з долею оповідача роману «Читець»:
- день народження Мікаеля у липні 1944 р. (у Б.Шлінка - 6 липня 1944 р.);
- дитинство і юність Мікаеля, як і  Б.Шлінка, минули в місті Гейдельберг;
- після закінчення гімназії герой роману, як і автор, вивчав юриспруденцію і провадив активну наукову діяльність;
- батько Мікаеля, як і батько Б.Шлінка, був професором теології;
- доля батька автора за часів панування Третього Рейху подібна до долі батька Мікаеля [6].

Однак перед читачем постає автобіографія не стільки особиста, скільки цілого покоління, де лінії окремої, реальної долі поєднуються з можливими подіями з життя покоління, яке в Німеччині отримало назву «друге». Це покоління об’єднує однолітків Б. Шлінка, які народилися в останні роки війни або в перші повоєнні роки .

## Алюзії
1. Імена головних героїв. У перекладі з давньоєврейської "Мікаель" означає  "хто подібний до Бога?", "Ганна" - "співчуття, милосердя". Таким чином перекличка імен звучить ніби питанням і відповіддю: "Яким має бути людина, створена за образом і подобою Божою?" - "співчутливою та милосердною" [7].
2. Вибір книг для читання під час любовних відносин героїв. Читання розпочалося з драм класиків німецького Просвітництва «Емілія Галотті» Гольгольда Лесінга та «Підступність і кохання» Фрідріха Шиллера, у яких мова йде про нещасливе кохання, винуватцями чого є названі поіменно корумповані, зіпсовані політики та їхні добровільні виконавці [6].
3. Згадка про дискусію про неможливість покарання за злочин, що не був передбачений законом на момент його вчинення. Це тема однієї з найбільш гострих юридичних дискусій післявоєнного часу, оскільки на цій тезі будувався захист обвинувачених на судах над нацистськими злочинцями [7]

## Оцінки
Загалом роман був сприйнятий позитивно, проте звучали й критичні висловлювання.
В інтерв'ю газеті Frankfurter Allgemeine Zeitung Бернгард Шлінк протестував проти деяких «неправильних тлумачень» роману:
- Ганна Шміц невинна, тому що вона була неписьменною;
- люди моральні, якщо отримують освіту;
- Ганна Шміц зрозуміла свою провину, навчившись читати.

Серед критичних відгуків Джеремі Адлер в Süddeutsche Zeitung звинуватив автора в «культурній порнографії» і спрощенні історії. Історик Дебора Ліпштадт вважає, що зображення нацистських злочинців як людей, у яких не було вибору, некоректне. Протиставлення бідних неписьменних катів багатим і успішним жертвам, на думку Ліпштадт, є переписуванням історії. Також деякі критики закидали автору "банальний просвітницький оптимізм", оскільки у романі вину німців уособлює неосвічена жінка, нацистська посіпака, з якої Шлінк намагається зробити приклад для наслідування .

## Переклади українською
Українською мовою роман переклав Петро Таращук, книга вийшла у видавництві «Основи» у 2005 році.
- Бернгард Шлінк. Читець. Переклад з німецької: Петро Таращук. Київ: «Основи», 2005. 197 стор. ISBN 966-500-194-9

* (передрук) Бернгард Шлінк. Читець. Переклад з німецької: Петро Таращук. Харків: «Фоліо», 2016. 203 стор. ISBN 978-966-03-7631-1

## Нагороди
- Hans-Fallada-Preis[de] (1997)
- Prix Laure Bataillon (для перекладної літератури) (1997)
- Літературна премія журналу Die Welt (1999)
- Evangelischer Buchpreis[de](2000)
- 14-е місце в списку найкращих книг ZDF-Lieblingsbücher[de] (2004)

## Екранізації
- Читець (фільм)